# Pieter Claesz
Pieter Claesz (* 1596/1597 in Berchem bei Antwerpen in den spanischen Niederlanden; † vor dem 1. Januar 1661 in Haarlem, Niederlande) war ein flämisch-niederländischer Stillleben-Maler des Barocks und wird zu deren bedeutendsten Vertretern gezählt.

## Leben und Werk

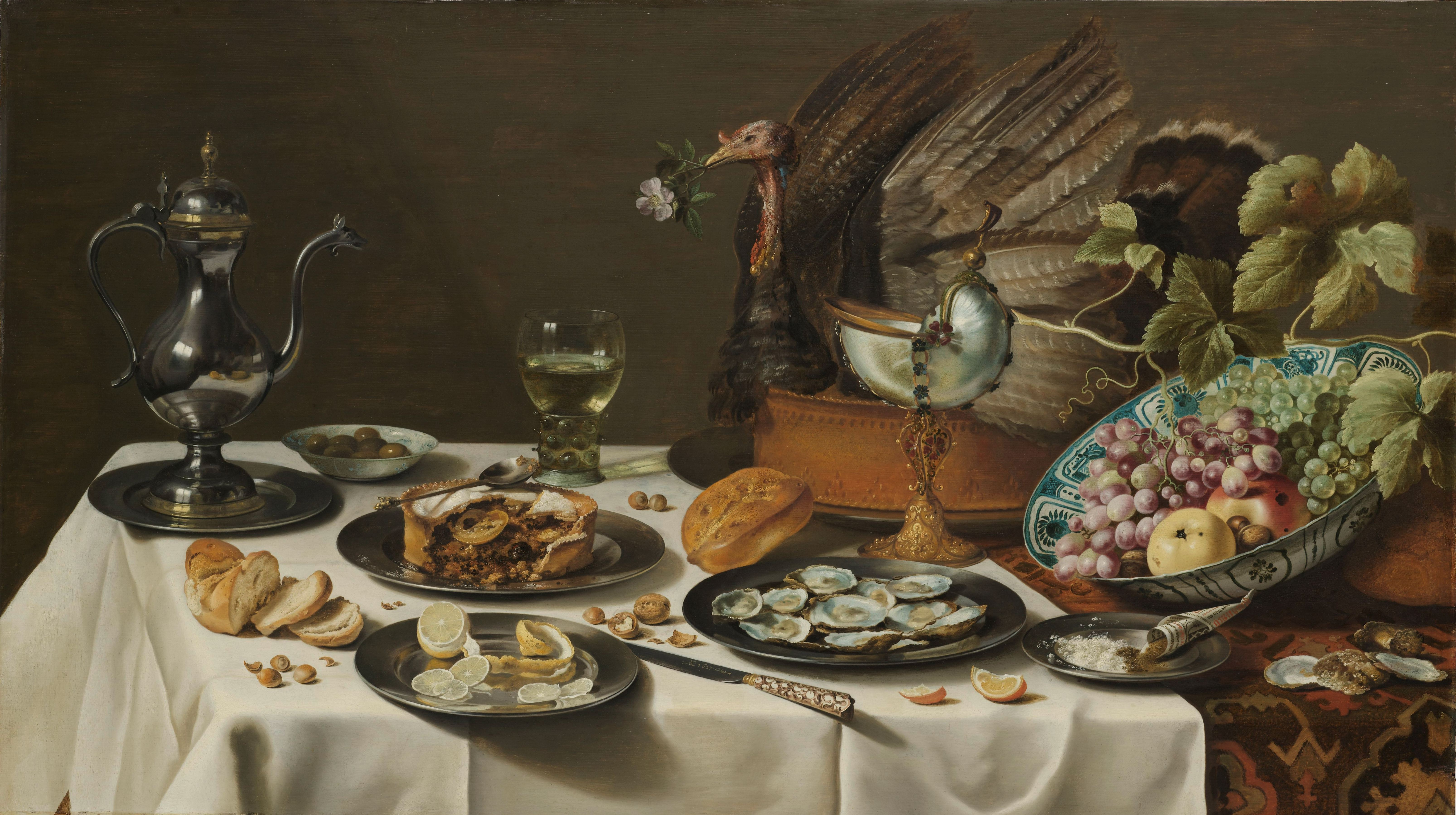
Pieter Claesz: Stillleben mit Truthahnpastete (1627), Rijksmuseum, Amsterdam

Pieter Claesz wurde um 1596/1597 geboren und stammte aus Berchem bei Antwerpen. Das Datum seiner ersten Ehe ist unbekannt; der Name seiner Frau war vermutlich Hillegont. Ein Sohn aus dieser Ehe, Nicolaes Pietersz. Berchem wurde ebenfalls Maler, wandte sich aber der italianisierenden Landschaftsmalerei zu und arbeitete später in Amsterdam.
Seine Lehrzeit absolvierte Claesz wahrscheinlich in Antwerpen. 1621 kam er nach Haarlem, eine prosperierende Stadt mit einer wohlhabenden, nach Kunstbesitz strebenden Mittelschicht. In diesem Jahr beginnt die Reihe seiner datierten und signierten Werke, die insgesamt durchaus eine stilistische Entwicklung erkennen lassen, doch seine Sujets beschränken sich ausschließlich auf das banketje, das Thema des gedeckten Tisches. Das Werkverzeichnis umfasst etwa 250 Gemälde. Ähnlichkeiten der frühesten Gemälde bestehen noch mit Stillleben der Antwerpener Maler Clara Peeters und Osias Beert; vermutlich kannte er aber auch die Haarlemer Stilllebenmaler Nicolaes Gillis, Floris van Dyck und Floris van Schooten. Erst im Jahre 1634 ist Pieter Claesz als Mitglied der Haarlemer St.Lukas-Gilde, in der die Maler zusammengeschlossen waren, nachweisbar. Eine zweite Ehe schloss er 1635. Sein künstlerischer Erfolg war enorm. Von keinem anderen Maler sind in den Haarlemer Nachlassinventaren des 17. Jahrhunderts so viele Bilder nachgewiesen.
Seine als neuartig angesehenen Bildkonstruktionen machten ihn zu einem der innovativsten Stilllebenmaler, so dass ihn 1628 auch Samuel Ampzing in seinem Preisgedicht auf die Stadt Haarlem hervorhob. Den bis dahin konventionell dunklen Hintergrund hellte er in seinen Bildern ab etwa 1627 auf und bald darauf folgte er auch der allgemeinen Tendenz niederländischer Malerei zur Monochromie, die – nicht nur in der monochromen Haarlemer Stilllebenmalerei – eine Palette aus gedämpften, nach grau, braun und ocker abgetönten Farben bevorzugte. Ernsthafte Konkurrenz erwuchs Pieter Claesz in Haarlem erst ab 1628 mit seinem Altersgenossen Willem Claesz Heda, der sich stark an Pieter Claesz orientierte und ihm in allen Neuerungen dicht nachfolgte. In den 1640er Jahren steigerten sich die „barocken“ Elemente seiner Malerei: die Anordnung der Motive wird theatralischer, die Farbigkeit wieder etwas bereichert, die Lichtakzente werden effektvoller und die dargestellten Gefäße prunkvoller. Der wirtschaftliche Niedergang Haarlems um 1640 beeinträchtigte auch die Produktivität des Malers in seinen letzten Lebensjahrzehnten.
Der Motivkanon des Malers erfuhr im Laufe seines Schaffens nur wenig Änderungen: Die ausgewählten Tischgeschirre und Gerichte heben sich vom Alltäglichen eher ab und spiegeln nicht den alltäglichen Esstisch wider. Keramische und metallene Gefäße geben Gelegenheit zu virtuosen Materialeffekten; über die vordere Tischkante hinausragende oder herunterhängende Gegenstände erzeugen Nahsichtigkeit, eine in den Hintergrund führende Tischkante räumliche Tiefe. Vanitas-Elemente in vielen Einzelmotiven sind nicht zu übersehen.

## Werke

Auswahl, chronologisch
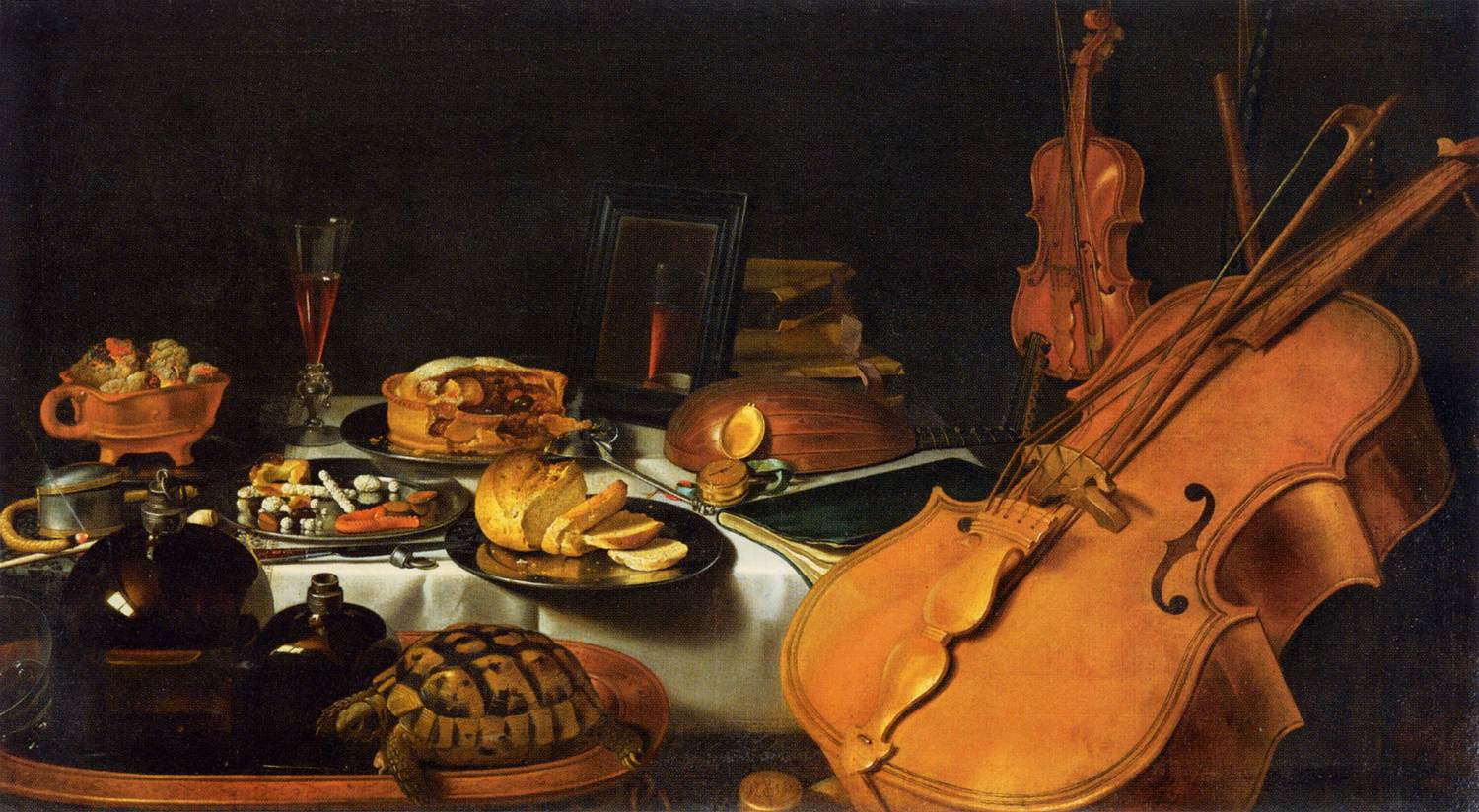
Stillleben, 1623 Louvre
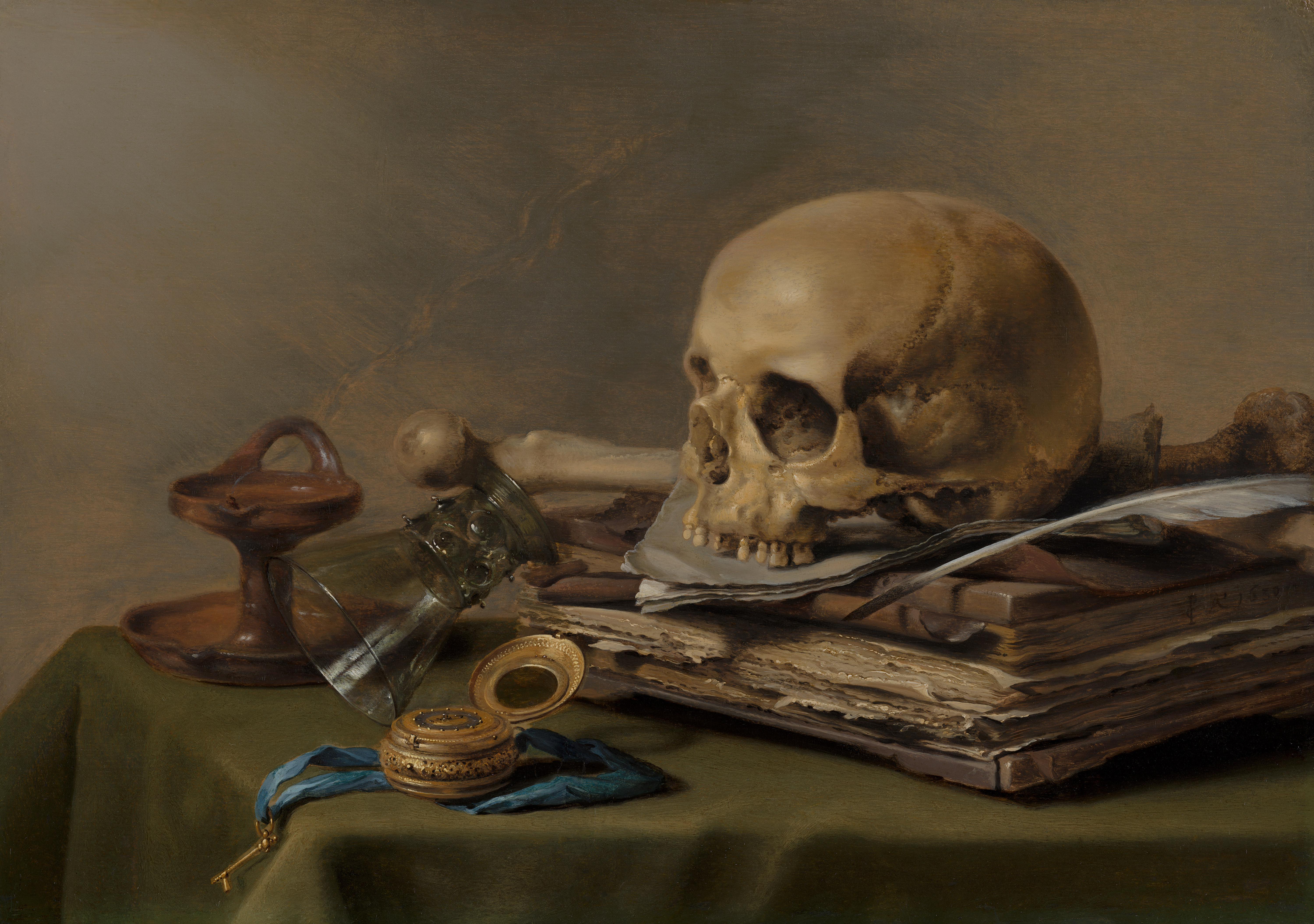
Stillleben, Vanitas (1630); Mauritshuis
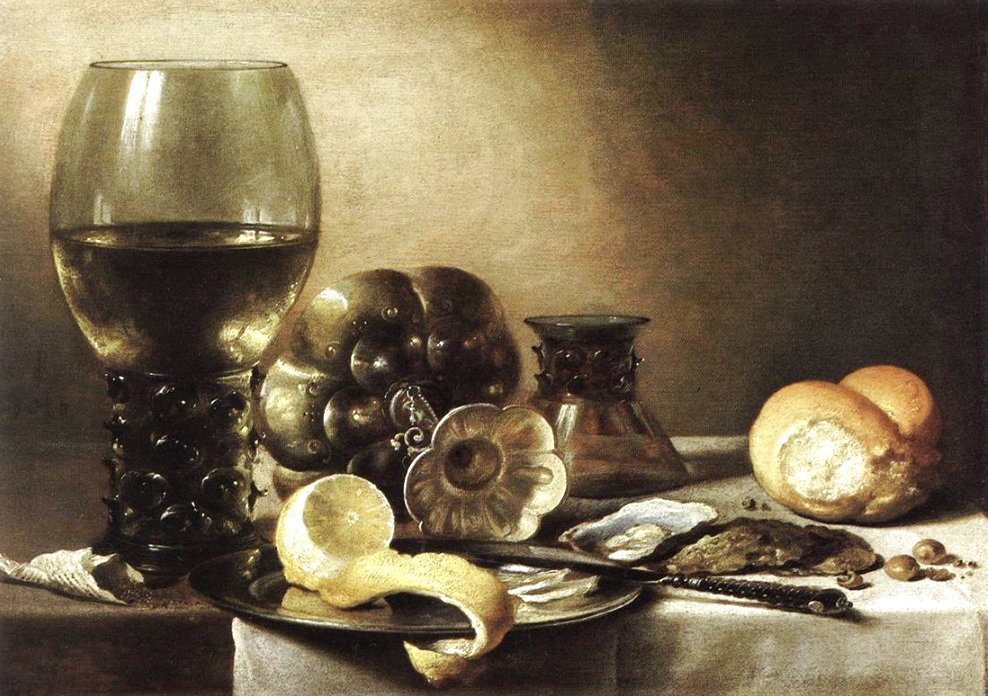
Stillleben (1633)
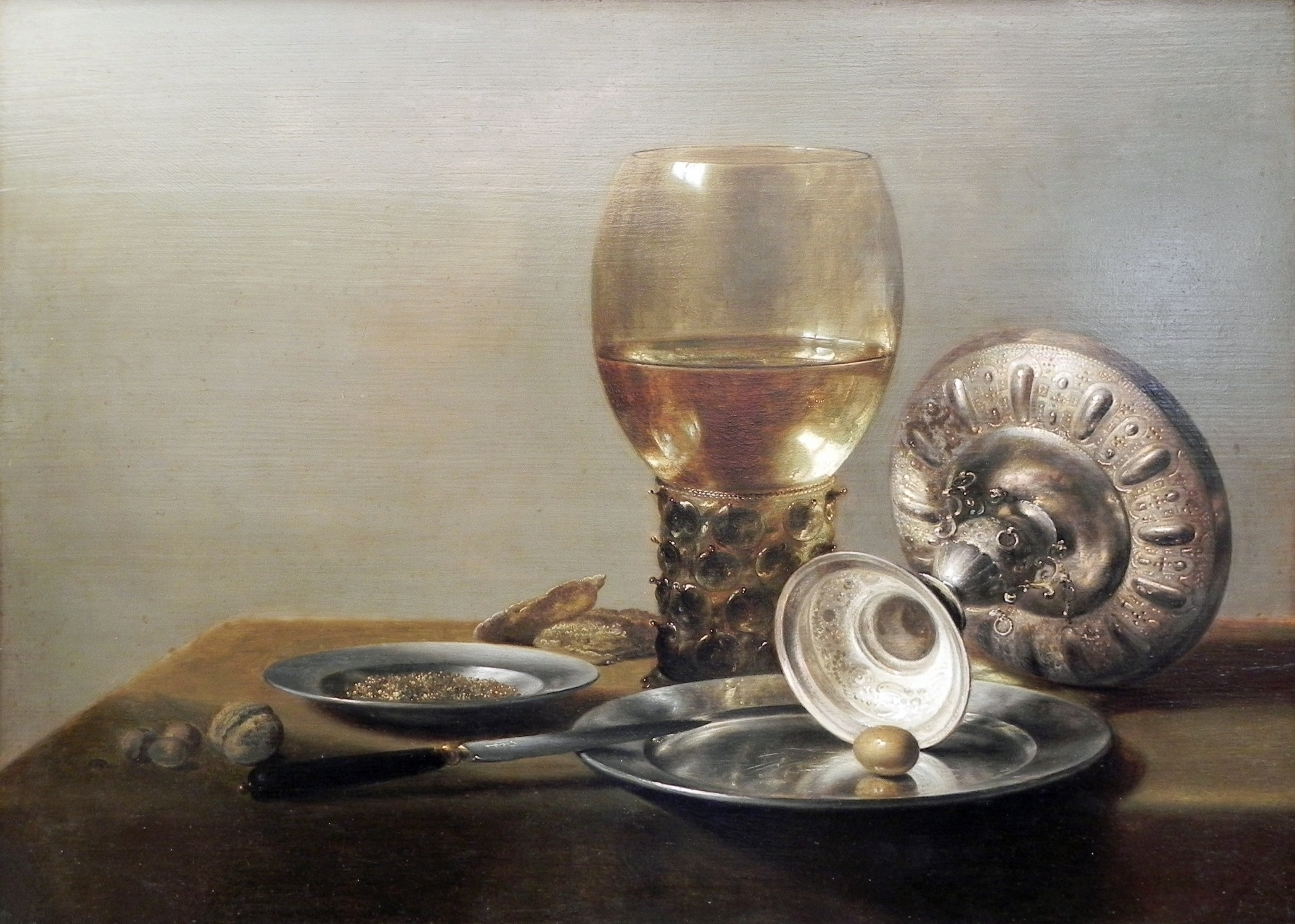
Stillleben mit Römer und Silberschale (1635) Berliner Gemäldegalerie
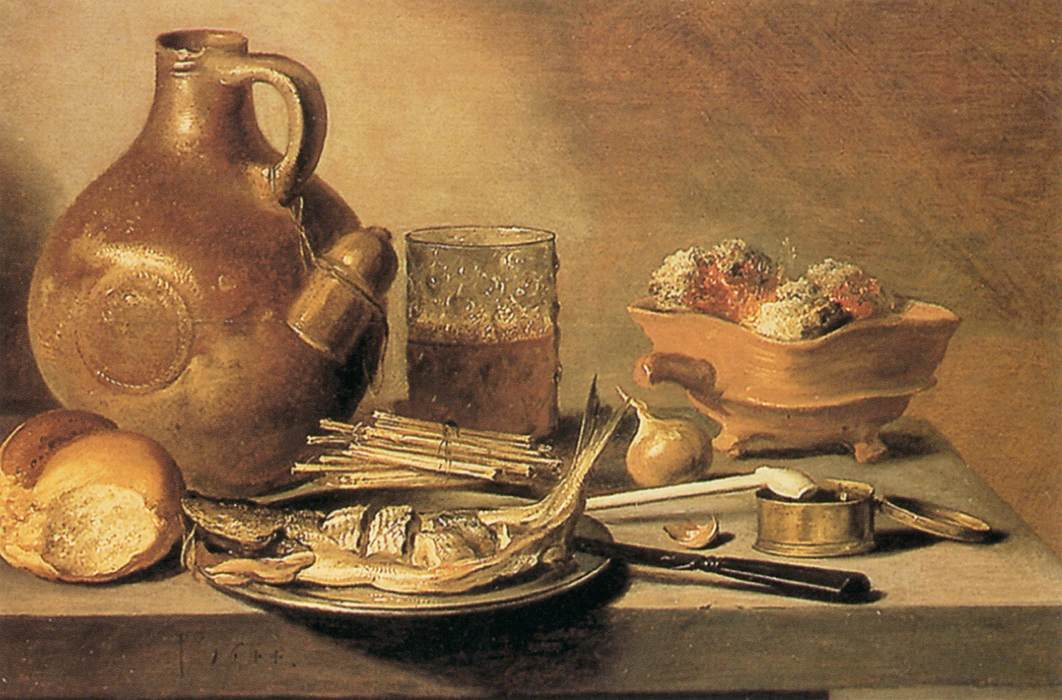
„monochromes“ Stillleben (1644), Privatsammlung
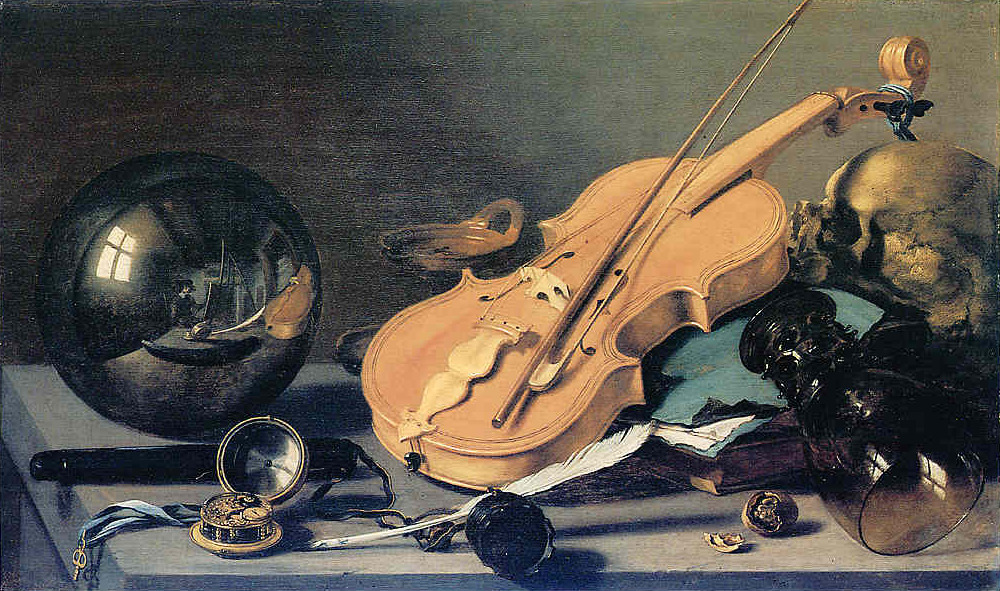
Vanitasstillleben mit Selbstporträt, Germanisches Nationalmuseum, Nürnberg